# Human Entertainment
Human Entertainment foi uma empresa japonesa de desenvolvimento de jogos para videogame fundada em 1983. Seu jogo que fez mais sucesso foi Clock Tower: The First Fear. A empresa produziu jogos para várias plataformas, incluindo consoles domésticos, consoles portáteis e PC. Teve sua falência declarada em 2000 e foi dissolvida. Seus ex-membros passaram a formar novas empresas, incluindo Nude Maker, Sandlot, Spike e Grasshopper Manufacture.
A empresa é conhecida por originar a popular série Fire Pro Wrestling, bem como outros jogos esportivos, como Super Formation Soccer e Final Match Tennis, e jogos de corrida como Human Grand Prix e Fastest 1. Eles também são conhecidos por desenvolver a primeira música de jogo com ritmo Aerobic Dance (1987), e muitos jogos de terror, incluindo: Laplace não Ma (1987), a série Twilight Syndrome, e a série Clock Tower.